# Phytomyza angelicivora
Phytomyza angelicivora är en tvåvingeart som beskrevs av Erich Martin Hering 1924. Phytomyza angelicivora ingår i släktet Phytomyza och familjen minerarflugor. Inga underarter finns listade i Catalogue of Life.